# Ovídio Martins
Ovídio de Sousa Martins (17 de setembre de 1928 a Mindelo, São Vicente – 29 d'abril de 1999 a Lisboa, Portugal) va ser un poeta i periodista de Cap Verd. Va assistir a institut en el seu país i va seguir estudiant a Portugal, però no va acabar els estudis per motius de salut. Fou un dels fundadors del Cultural Supplement Bulletin of Cape Verde el 1958. Va viure l'exili als Països Baixos a causa de les seves activitats pro-independentistes, on va escriure 100 poemes. Els seus poemes Flagelados vento leste i Comunhão estan al CD Poesia de Cabo Verde e Sete Poemas de Sebastião da Gama per Afonso Dias

## Obres
- Caminhada, 1962 – Poemas
- 100 Poemas - Gritarei, Berrarei, Matarei - Não ou para pasárgada, 1973 (Poemes en portuguès i en crioll de São Vicente)
- Tchutchinha, 1962